# Parafia św. Maksymiliana Marii Kolbego w Zabrniu
Parafia św. Maksymiliana Marii Kolbego w Zabrniu – parafia rzymskokatolicka znajdująca się w diecezji tarnowskiej, w dekanacie Szczucin.

## Historia
Parafia powstała w 1981 roku.
Kościół parafialny został zbudowany w latach 1983–1984 według projektu mgr inż. arch. Zdzisławy Dziurzyńskiej-Kaczor.

## Zasięg parafii
Do parafii należą wierni z miejscowości: Zabrnie, Brzezówka, Suchy Grunt.

## Proboszczowie
- ks. Marian Marszałek (1981–1994)[4]
- ks. Eugeniusz Kowalczyk (1994–1999)[5]
- ks. Marek Łopatka (2010–2025)[1]
- ks. Rafał Płaczek (od 2025)[6]